# 1991

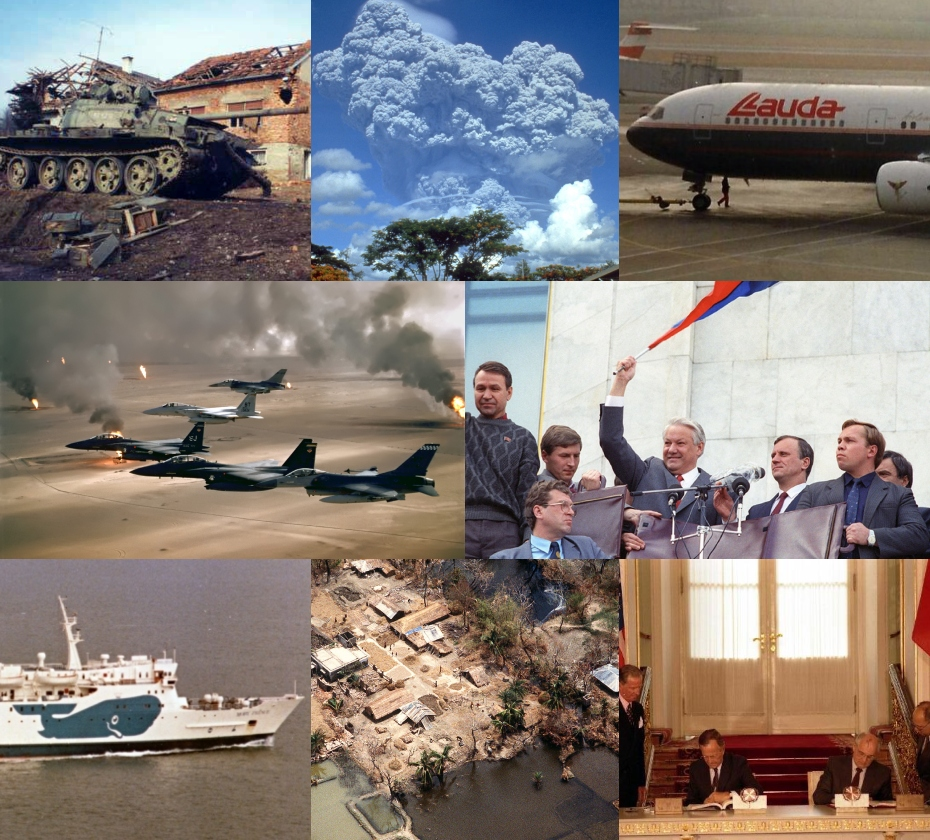

1991 (MCMXCI) là một năm thường bắt đầu vào Thứ ba của lịch Gregory, năm thứ 1991 của Công nguyên hay của Anno Domini, the năm thứ 991  của thiên niên kỷ 2, năm thứ 91  của thế kỷ 20, và năm thứ  2   của thập niên 1990. 

## Sự kiện

### Tháng 1
- 1 tháng 1: Flavio Cotti trở thành tổng thống của Thụy Sĩ
- 13 tháng 1: Bầu cử tổng thống tại Bồ Đào Nha. Mário Soares tái đắc cử.
- 17 tháng 1:
  - Helmut Kohl tái đắc cử thủ tướng Đức
  - Vua Harald V của Na Uy trở thành nhà lãnh đạo quốc gia tại Na Uy
- 20 tháng 1: Bầu cử dân chủ đầu tiên tại São Tomé và Príncipe

### Tháng 3
- 3 tháng 3: Miguel Trovoada trở thành tổng thống của São Tomé và Príncipe
- 26 tháng 3: Gabon có Hiến pháp mới

### Tháng 4
- 9 tháng 4: Gruzia tuyên bố độc lập lần thứ 2

### Tháng 5
- 12 tháng 5: Bầu cử quốc hội dân chủ đầu tiên tại Nepal
- 26 tháng 5: Swiad Gamsachurdia trở thành tổng thống Gruzia.

### Tháng 6
- 1 tháng 6: Núi lửa Pinatubo (Philippines) hoạt động trở lại, Khoảng 1.000 người chết, 400.000 người mất nhà cửa.
- 14 – 30 tháng 6: Giải vô địch bóng đá trẻ thế giới 1991 tổ chức tại Bồ Đào Nha, đội tuyển bóng đá U-20 quốc gia Bồ Đào Nha lần thứ 2 giành chức vô địch.
- 25 tháng 6: Nam Tư: Croatia và Slovenia độc lập.

### Tháng 7
- 1 tháng 7: Thụy Điển xin gia nhập Liên minh châu Âu
- 12 tháng 7: Mauritanie có Hiến pháp mới
- 17 tháng 7: Bulgaria: Hiến pháp mới bắt đầu có hiệu lực

### Tháng 8
- 6 tháng 8: Sửa đổi hiến pháp thứ 12 tại Bangladesh.
- 16 – 31 tháng 8: Giải vô địch bóng đá U-17 thế giới 1991 tổ chức tại Ý, đội tuyển bóng đá U-17 quốc gia Ghana lần đầu tiên giành chức vô địch.
- 20 tháng 8: Estonia giành độc lập.
- 21 tháng 8:
  - Hiến pháp năm 1922 ở Latvia có hiệu lực.
  - Latvia giành độc lập.
- 24 tháng 8: Ukraina giành độc lập.
- 27 tháng 8: Moldova giành độc lập.
- 28 tháng 8:
  - Đức thiết lập quan hệ ngoại giao với Estonia.
  - Quan hệ ngoại giao giữa Đức và Latvia.
- 30 tháng 8: Mutalibow trở thành tổng thống Azerbaijan.
- 31 tháng 8: Kyrgyzstan và Uzbekistan giành độc lập.

### Tháng 9
- 5 tháng 9: Đài Phát thanh – Truyền hình tỉnh Bà Rịa – Vũng Tàu chính thức thành lập.
- 8 tháng 9: Macedonia giành độc lập.
- 9 tháng 9: Tajikistan giành độc lập.
- 19 tháng 9: Phát hiện người băng Ötzi.
- 21 tháng 9: Armenia giành độc lập.

### Tháng 10
- 1 tháng 10: Hiến pháp mới tại Sierra Leone.
- 6 tháng 10: Bầu cử quốc hội tại Bồ Đào Nha.
- 7 tháng 10: Litva trở thành thành viên tại UNESCO.
- 13 tháng 10: Bulgaria. Bầu cử quốc hội lần đầu tiên từ khi có Hiến pháp mới.
- 14 tháng 10:
  - Estonia trở thành thành viên UNESCO.
  - Latvia trở thành thành viên UNESCO.
- 16 tháng 10: Lewon Ter-Petrosjan được bầu làm tổng thống Armenia.
- 17 tháng 10: Bầu cử dân chủ đầu tiên tại Ba Lan.
- 18 tháng 10:
  - Azerbaijan tuyên bố độc lập.
  - Hãng phim Truyền hình Thành phố Hồ Chí Minh chính thức thành lập.
- 19 tháng 10: Động đất tại Ấn Độ, khoảng 2.000 người chết.
- 21 tháng 10: Tuvalu trở thành thành viên UNESCO.
- 27 tháng 10: Turkmenistan tuyên bố độc lập.

### Tháng 11
- 16 – 30 tháng 11: Giải vô địch bóng đá nữ thế giới 1991 tổ chức tại Trung Quốc, đội tuyển bóng đá nữ quốc gia Hoa Kỳ lần đầu tiên giành chức vô địch.
- 17 tháng 11: Hiến pháp mới tại Macedonia.

### Tháng 12
- 4 tháng 12: Pan American World Airways chính thức chấm dứt hoạt động.
- 16 tháng 12: Kazakhstan giành độc lập
- 19 tháng 12: Cộng hòa Serbia Krajina tuyên bố thành lập trên lãnh thổ Croatia[1] (bị xóa sổ năm 1995)
- 23 tháng 12: 
  - Guinée có Hiến pháp mới
  - Hiến pháp dân chủ mới tại Slovenia
- 24 tháng 12: Blaise Compaoré được bầu làm tổng thống Burkina Faso
- 25 tháng 12: Mikhail Gorbachev từ chức Tổng Bí thư Đảng Cộng sản Liên Xô. Cuộc trưng cầu dân ý tại Ukraina hoàn thành và Ukraina chính thức thoát ly Liên Xô.
- 26 tháng 12: Liên Xô chính thức giải thể.

## Sinh

### Tháng 1
- 7 tháng 1: Eden Hazard, cầu thủ bóng đá người Bỉ
- 8 tháng 1: Allan, cầu thủ bóng đá người Brasil
- 23 tháng 1: Tiên Tiên (Huỳnh Nữ Thủy Tiên), nữ ca sĩ kiêm nhạc sĩ người Việt Nam
- 29 tháng 1: Nguyễn Lâm Diễm Trang, Á hậu Việt Nam 2014

### Tháng 2
- 10 tháng 2: Emma Roberts, nữ diễn viên, ca sĩ, người mẫu người Mỹ
- 14 tháng 2: Torben Brinkmann, diễn viên người Đức
- 15 tháng 2: Đặng Thu Thảo, Hoa khôi Đồng bằng sông Cửu Long 2012, Hoa hậu Việt Nam 2012
- 17 tháng 2:
  - Bonnie Wright, nữ diễn viên người Anh
  - Ed Sheeran, ca sĩ, nhạc sĩ người Anh
- 20 tháng 2: Khalifa Abdullah, cầu thủ bóng đá người Các Tiểu vương quốc Ả Rập Thống nhất
- 21 tháng 2: Riyad Mahrez, cầu thủ bóng đá người Algérie
- 26 tháng 2: 
  - CL (Lee Chae-rin), nữ ca sĩ, rapper, nhạc sĩ người Hàn Quốc
  - Lee Changsub, ca sĩ người Hàn Quốc, thành viên nhóm nhạc BTOB

### Tháng 3
- 1 tháng 3: Acy aka TT, rapper người Việt Nam, thành viên nhóm G-Family
- 3 tháng 3: Park Cho-rong, nữ ca sĩ người Hàn Quốc, thành viên nhóm nhạc nữ Apink
- 11 tháng 3:
  - Jack Rodwell, cầu thủ bóng đá người Anh
  - Alessandro Florenzi, cầu thủ bóng đá người Ý
- 13 tháng 3: Lê Quang Liêm, kì thủ cờ vua Việt Nam
- 17 tháng 3:
  - Nguyễn Đình Vũ, ca sĩ kiêm nhạc sĩ người Việt Nam
  - Dickson (Nguyễn Ngô Phúc Hậu), ca sĩ kiêm nhạc sĩ người Việt Nam
- 18 tháng 3: Mansoor Al-Balochi, cầu thủ bóng đá người Các Tiểu vương quốc Ả Rập Thống nhất
- 21 tháng 3: Antoine Griezmann, cầu thủ bóng đá người Pháp
- 29 tháng 3: 
  - Irene (Bae Joo-hyun), nữ ca sĩ người Hàn Quốc, thành viên nhóm nhạc nữ Red Velvet
  - N'golo Kanté, cầu thủ bóng đá người Pháp
- 30 tháng 3: NF, rapper, nhạc sĩ, ca sĩ người Mỹ

### Tháng 4
- 4 tháng 4: Jamie Lynn Spears, nữ diễn viên, ca sĩ người Mỹ
- 5 tháng 4:
  - Nathaniel Clyne, cầu thủ bóng đá người Anh
  - Bomman, YouTuber, người phát trực tiếp, bình luận viên thể thao người Việt Nam
  - Lê Huỳnh Thuý Ngân, nữ diễn viên, người mẫu, dẫn chương trình người Việt Nam
- 7 tháng 4: Anne-Marie, ca sĩ, nhạc sĩ người Anh
- 8 tháng 4: Rhymastic (Vũ Đức Thiện), nhạc sĩ, ca sĩ, rapper người Việt Nam, thành viên nhóm SpaceSpeakers
- 11 tháng 4: Thiago Alcântara, cầu thủ bóng đá người Tây Ban Nha
- 15 tháng 4: 
  - Arioka Daiki, ca sĩ, diễn viên người Nhật Bản
  - Ghostemane, rapper người Mỹ
- 18 tháng 4: Mr. T (Tăng Quốc Anh), ca sĩ, nhạc sĩ, rapper người Việt Nam
- 27 tháng 4: Jay Hardway, DJ người Hà Lan
- 28 tháng 4: Cheslie Kryst, Hoa hậu Mỹ 2019 (m. 2022)
- 30 tháng 4: Elisa Lam, nữ sinh viên người Canada/Trung Quốc (m. 2013)

### Tháng 5
- 5 tháng 5: Raúl Jiménez, cầu thủ bóng đá Mexico
- 8 tháng 5: Lưu Hiền Trinh, nữ ca sĩ người Việt Nam, trưởng cựu nhóm nhạc nữ SGirls, chị gái nữ ca sĩ Sara Lưu
- 13 tháng 5: Phạm Hồng Phước, ca sĩ, nhạc sĩ người Việt Nam
- 16 tháng 5: Grigor Dimitrov, tay vợt quần vợt Bulgaria
- 21 tháng 5: Diệu Nhi, nữ diễn viên người Việt Nam, vợ của ca sĩ, diễn viên Anh Tú Atus
- 22 tháng 5: Suho (Kim Jun-myeon), ca sĩ người Hàn Quốc thành viên nhóm nhạc EXO
- 28 tháng 5: Alexandre Lacazette, cầu thủ bóng đá Pháp

### Tháng 6
- 3 tháng 6: Tuấn Hii (Nguyễn Hoàng Tuấn), ca sĩ kiêm nhạc sĩ người Việt Nam
- 4 tháng 6: Lorenzo Insigne, cầu thủ bóng đá người Ý
- 5 tháng 6: Martin Braithwaite, cầu thủ bóng đá người Đan Mạch
- 7 tháng 6:
  - Fetty Wap, rapper người Mỹ
  - Cenk Tosun, cầu thủ bóng đá người Thổ Nhĩ Kỳ
- 10 tháng 6: Chan Chung Wang, vận động viên điền kinh người Hồng Kông
- 15 tháng 6: Dương Hoàng Yến, nữ ca sĩ người Việt Nam
- 17 tháng 6: Trần Trạm Hi, cầu thủ bóng đá người Hồng Kông
- 20 tháng 6:
  - Kalidou Koulibaly, cầu thủ bóng đá người Senegal
  - An Coong (Coóng Nhã Ân), nữ nghệ sĩ dương cầm người Việt Nam
- 23 tháng 6: PewPew (Hoàng Văn Khoa), streamer người Việt Nam
- 24 tháng 6: Mark Ehrenfried, nghệ sĩ dương cầm người Đức
- 27 tháng 6: Lee Won-geun, diễn viên người Hàn Quốc
- 28 tháng 6: 
  - Seohyun (Seo Joo-hyun), nữ ca sĩ, diễn viên người Hàn Quốc, thành viên nhóm nhạc Girl's Generation
  - Kevin De Bruyne, cầu thủ bóng đá người Bỉ
- 29 tháng 6: Kawhi Leonard, cầu thủ bóng rổ người Mỹ

### Tháng 7
- 1 tháng 7: Lucas Vázquez, cầu thủ bóng đá người Tây Ban Nha
- 2 tháng 7: Torai9, rapper người Việt Nam
- 5 tháng 7: Miu Lê (Lê Ánh Nhật), nữ ca sĩ người Việt Nam
- 6 tháng 7: Victoire Thivisol, nữ diễn viên người Pháp
- 8 tháng 7:
  - Virgil van Dijk, cầu thủ bóng đá Hà Lan
  - Gil Lê (Lê Thanh Trúc), nữ ca sĩ, rapper, diễn viên, người dẫn chương trình người Việt Nam
- 12 tháng 7:
  - Erik Per Sullivan, diễn viên Mỹ
  - James Rodríguez, cầu thủ bóng đá người Colombia
  - Cao Thái Vũ (Diêu Dương), diễn viên, ca sĩ người Trung Quốc
- 16 tháng 7: Andros Townsend, cầu thủ bóng đá người Anh
- 22 tháng 7: Ái Trang, nữ nhà văn người Việt Nam
- 23 tháng 7: Nathan Adams, lập trình viên trò chơi điện tử người Thụy Điển/Anh
- 28 tháng 7: Trần Anh Khoa, cầu thủ bóng đá người Việt Nam (m. 2024)

### Tháng 8
- 5 tháng 8:
  - BigDaddy (Trần Tất Vũ), rapper người Việt Nam, chồng của nữ ca sĩ Emily
  - Andreas Weimann, cầu thủ bóng đá người Áo
- 9 tháng 8: Anwar Jibawi, diễn viên hài người Mỹ
- 10 tháng 8:
  - Michael Dapaah, diễn viên, rapper người Anh
  - Pratyusha Banerjee, nữ diễn viên người Ấn Độ (m. 2016)
- 16 tháng 8: Đặng Tử Kỳ, nữ ca sĩ người Hồng Kông
- 17 tháng 8: Tố My, nữ ca sĩ người Việt Nam
- 18 tháng 8: Pjnboys (Nguyễn Trung Hiếu), ca sĩ, rapper người Việt Nam
- 23 tháng 8: GiGi Hương Giang (Nguyễn Hương Giang), nữ ca sĩ người Việt Nam

### Tháng 9
- 1 tháng 9: Thanh Sơn, diễn viên người Việt Nam
- 2 tháng 9: Gyasi Zardes, cầu thủ bóng đá người Mỹ
- 4 tháng 9: Phạm Hương, Hoa hậu Hoàn vũ Việt Nam 2015
- 5 tháng 9: Skandar Keynes, diễn viên Anh
- 9 tháng 9: 
  - Bùi Anh Tuấn, ca sĩ người Việt Nam
  - Oscar dos Santos Emboaba Júnior, cầu thủ bóng đá người Brasil
  - Cảnh Minh (Lại Minh Cảnh), ca sĩ người Việt Nam
- 11 tháng 9: Kygo, DJ người Na Uy
- 14 tháng 9: BlackBi (Thái Vũ), rapper Việt Nam, diễn viên hài nhóm FAP TV
- 17 tháng 9: Song Luân, ca sĩ, diễn viên người Việt Nam
- 27 tháng 9:
  - Simona Halep, vận động viên quần vợt người Romania
  - Uchida Rio, nữ diễn viên, thần tượng áo tắm người Nhật Bản

### Tháng 10
- 2 tháng 10: Roberto Firmino, cầu thủ bóng đá Brazil
- 5 tháng 10: Tiêu Chiến - Diễn viên, ca sĩ người Trung Quốc
- 7 tháng 10: 
  - Bảo Trâm, nữ ca sĩ người Việt Nam
  - Lay (Trương Nghệ Hưng) - Thành viên của nhóm nhạc EXO, ca sĩ người Trung Quốc
- 10 tháng 10: Xherdan Shaqiri, cầu thủ bóng đá Thụy Sĩ
- 17 tháng 10: MiA (Đặng Thị Tuyết Trinh), nữ ca sĩ người Việt Nam
- 23 tháng 10: Yanbi (Tô Minh Vũ), ca sĩ người Việt Nam

### Tháng 11
- 14 tháng 11: Nguyễn Minh Tú, nữ siêu mẫu người Việt Nam
- 22 tháng 11: Khổng Tú Quỳnh, nữ ca sĩ người Việt Nam, thành viên nhóm nhạc nữ Lunas
- 27 tháng 11: Tina Datta, nữ diễn viên người Ấn Độ
- 28 tháng 11: Kawakita Mayuko, nữ diễn viên, người mẫu người Nhật Bản/Mỹ
- 30 tháng 11: Trúc Nhân, ca sĩ người Việt Nam

### Tháng 12
- 2 tháng 12: Charlie Puth, ca sĩ, nhạc sĩ người Mỹ
- 4 tháng 12: Hồ Bích Trâm, nữ diễn viên người Việt Nam
- 14 tháng 12: Offset (Kiari Kendrell Cephus), rapper, ca sĩ người Mỹ, chồng của nữ rapper, nghệ sĩ thu âm hip hop Cardi B
- 17 tháng 12: Nadech Kugimiya (Barry),  diễn viên, người mẫu người Thái Lan.
- 19 tháng 12: Lâm Chấn Kiệt (Lê Văn Phúc), ca sĩ người Việt Nam
- 22 tháng 12: DaBaby, rapper, nhạc sĩ người Mỹ
- 24 tháng 12: Louis Tomlinson, ca sĩ người Anh, thành viên nhóm nhạc One Direction
- 29 tháng 12: Hương Giang, nữ ca sĩ, diễn viên, người mẫu người Việt Nam, Hoa hậu Chuyển giới Quốc tế 2018

### Không rõ ngày, tháng
- Thiều Bảo Trang, nữ ca sĩ người Việt Nam
- Ahmed El Aash, cầu thủ bóng đá người Ai Cập
- Cao Phương Thanh, kỳ thủ cờ tướng người Việt Nam

## Mất

### Tháng 1
- 1 tháng 1: Inga Gentzel, nữ vận động viên điền kinh Thụy Điển (s. 1908)
- 4 tháng 1: Richard Maibaum, tác giả kịch bản Mỹ (s. 1909)
- 6 tháng 1: Heinrich Dathe, nhà động vật học Đức (s. 1910)
- 6 tháng 1: Ahmed Adnan Saygun, nhà soạn nhạc Thổ Nhĩ Kỳ (s. 1907)
- 7 tháng 1: Josef Stroh, cầu thủ bóng đá (s. 1913)
- 11 tháng 1: Ladislav Alster, kỳ thủ (s. 1927)
- 11 tháng 1: Carl David Anderson, nhà vật lý học Mỹ (s. 1905)
- 16 tháng 1: Heinz Rein, nhà văn Đức (s. 1906)
- 17 tháng 1: Olav V, vua của Na Uy (s. 1903)
- 17 tháng 1: Giacomo Manzù, nhà điêu khắc, nghệ sĩ tạo hình Ý (s. 1908)
- 19 tháng 1: Jean Mantelet, doanh nhân (s. 1900)
- 24 tháng 1: Karl Mark, chính khách Áo (s. 1900)
- 28 tháng 1: Kurt Sowinetz, diễn viên Áo (s. 1928)
- 29 tháng 1: Inoue Yasushi, nhà văn Nhật Bản (s. 1907)
- 30 tháng 1: Kurt Bittel, nhà khảo cổ học Đức (s. 1907)
- 30 tháng 1: John Bardeen, nhà vật lý học Mỹ, nhận Giải thưởng Nobel (s. 1908)

### Tháng 2
- 7 tháng 2: Otto Friedrich Bollnow, triết gia, nhà sư phạm, nhà tâm lý học (s. 1903)
- 7 tháng 2: Otto Kuss, nhà thần học Công giáo (s. 1905)
- 11 tháng 2: Alja Rachmanowa, nhà văn nữ Nga (s. 1898)
- 13 tháng 2: Arno Breker, nhà điêu khắc Đức (s. 1900)
- 15 tháng 2: Alfred Gleisner, chính khách Đức (s. 1908)
- 16 tháng 2: Max Strecker, diễn viên Đức (s. 1906)
- 17 tháng 2: Hans Thimig, diễn viên Áo, đạo diễn phim (s. 1900)
- 18 tháng 2: Renate Kern, nữ ca sĩ Đức (s. 1945)
- 21 tháng 2: Margot Fonteyn de Arias, nữ nghệ sĩ múa Anh (s. 1919)
- 24 tháng 2: Jean Rogers, nữ diễn viên (s. 1916)
- 24 tháng 2: Webb Pierce, ca sĩ nhạc country Mỹ (s. 1921)
- 26 tháng 2: Joseph Schoiswohl, Giám mục Áo (s. 1901)

### Tháng 3
- 8 tháng 3: Dezider Kardoš, nhà soạn nhạc Séc (s. 1914)
- 10 tháng 3: Elie Siegmeister, nhà soạn nhạc Mỹ (s. 1909)
- 16 tháng 3: Trude Herr, nữ diễn viên Đức (s. 1927)
- 18 tháng 3: Herbert Sandberg, nghệ sĩ tạo hình Đức, họa sĩ biếm họa
- 25 tháng 3: Marcel Lefebvre, nhà thần học Công giáo (s. 1905)
- 26 tháng 3: Herbert Dörner, cầu thủ bóng đá Đức (s. 1930)

### Tháng 4
- 1 tháng 4: Martha Graham, nữ nghệ sĩ múa Mỹ, nữ biên đạo múa, nhà nữ sư phạm (s. 1894)
- 1 tháng 4: Detlev Karsten Rohwedder, manager, chính khách Đức (s. 1932)
- 3 tháng 4: Graham Greene, nhà văn Anh (s. 1904)
- 4 tháng 4: Max Frisch, kiến trúc sư Thụy Sĩ, nhà văn (s. 1911)
- 4 tháng 4: Edmund Adamkiewicz, cầu thủ bóng đá Đức (s. 1920)
- 5 tháng 4: Jiří Mucha, nhà văn, nhà xuất bản, tác giả kịch bản (s. 1915)
- 5 tháng 4: Friederike Mulert, nữ chính khách Đức (s. 1896)
- 6 tháng 4: David Lean, đạo diễn phim Anh (s. 1908)
- 13 tháng 4: Ernst Bokon, cầu thủ bóng đá Áo (s. 1922)
- 18 tháng 4: Martin Hannett, nhà sản xuất nhạc (s. 1948)
- 18 tháng 4: Austin Bradford Hill, nhà khoa học Anh (s. 1897)
- 20 tháng 4: Emmanuel Kiwanuka Nsubuga, Tổng Giám mục của Kampala, Hồng y Giáo chủ (s. 1914)
- 20 tháng 4: Rudolf Heberle, nhà xã hội học Đức (s. 1896)
- 20 tháng 4: Steve Marriott, nhạc sĩ nhạc rock Anh (s. 1945)
- 26 tháng 4: Carmine Coppola, nhạc sĩ Mỹ, nhà soạn nhạc (s. 1910)
- 27 tháng 4: Fritz Corterier, chính khách Đức (s. 1906)
- 29 tháng 4: Ken Curtis, nam ca sĩ Mỹ (s. 1916)

### Tháng 5
- 1 tháng 5: Richard Thorpe, đạo diễn phim Mỹ (s. 1896)
- 3 tháng 5: Jerzy Kosiński, tác giả Mỹ (s. 1933)
- 5 tháng 5: Hermann Kopf, chính khách Đức (s. 1901)
- 8 tháng 5: Jean Langlais, nhà soạn nhạc Pháp, nghệ sĩ đàn ống (s. 1907)
- 8 tháng 5: Rudolf Serkin, nghệ sĩ dương cầm (s. 1903)
- 13 tháng 5: Victor-Emanuel Preusker, chính khách Đức (s. 1913)
- 16 tháng 5: Herbert Schäfer, huấn luyện viên bóng đá Đức (s. 1927)
- 18 tháng 5: Rudolf Nierlich, vận động viên chạy ski Áo (s. 1966)
- 21 tháng 5: Rajiv Gandhi, thủ tướng Ấn Độ (s. 1944)
- 23 tháng 5: Wilhelm Kempff, nghệ sĩ dương cầm Đức, nhà soạn nhạc (s. 1895)
- 25 tháng 5: Eberhard Werdin, nhà soạn nhạc Đức (s. 1911)
- 30 tháng 5: Walter Dirks, nhà xuất bản, nhà văn, nhà báo (s. 1901)
- 31 tháng 5: Hans Schwartz, cầu thủ bóng đá Đức (s. 1913)

### Tháng 6
- 1 tháng 6: Wolfgang Stegmüller, triết gia (s. 1923)
- 8 tháng 6: Heidi Brühl, nữ diễn viên Đức, nữ ca sĩ (s. 1942)
- 9 tháng 6: Claudio Arrau, nghệ sĩ dương cầm Chile (s. 1903)
- 13 tháng 6: Karl Bielig, chính khách Đức, nghị sĩ quốc hội liên bang (s. 1898)
- 14 tháng 6: Peggy Ashcroft, nữ diễn viên Anh (s. 1907)
- 15 tháng 6: Helga Brauer, nữ ca sĩ Đức (s. 1936)
- 15 tháng 6: William Arthur Lewis, nhận Giải thưởng Nobel, nhà kinh tế học (s. 1915)
- 16 tháng 6: Karl Krammig, chính khách Đức
- 19 tháng 6: Jean Arthur, nữ diễn viên Mỹ (s. 1900)
- 21 tháng 6: Klaus Schwarzkopf, diễn viên Đức (s. 1922)
- 23 tháng 6: Michael Pfleghar, đạo diễn phim Đức (s. 1933)
- 24 tháng 6: Franz Hengsbach, linh mục Công giáo La Mã, nhà thần học, Giám mục, Hồng y Giáo chủ (s. 1910)
- 24 tháng 6: Rufino Tamayo, họa sĩ Mexico (s. 1899)
- 28 tháng 6: Hans Nüsslein, vận động viên quần vợt Đức (s. 1910)
- 30 tháng 6: Aadriaan Cornelis van Leeuwen, nhà soạn nhạc Hà Lan, nhạc trưởng (s. 1887)

### Tháng 7
- 1 tháng 7: Michael Landon, diễn viên Mỹ (s. 1936)
- 2 tháng 7: Lee Remick, nữ diễn viên Mỹ (s. 1935)
- 3 tháng 7: Ernst Witt, nhà toán học Đức (s. 1911)
- 9 tháng 7: José Salazar López, tổng Giám mục của Guadalajara, Hồng y Giáo chủ (s. 1910)
- 12 tháng 7: Willi Schwabe, diễn viên Đức, nam ca sĩ (s. 1915)
- 13 tháng 7: Fritz Duda, họa sĩ Đức, nghệ sĩ tạo hình (s. 1904)
- 14 tháng 7: Axel Eggebrecht, nhà báo Đức, nhà văn (s. 1899)
- 16 tháng 7: Robert Motherwell, họa sĩ Mỹ (s. 1915)
- 18 tháng 7: André Cools, chính khách Bỉ (s. 1927)
- 22 tháng 7: Fritz Kassmann, chính khách Đức (s. 1908)
- 24 tháng 7: Isaac Bashevis Singer, nhà văn, Giải Nobel văn học 1978 (. 1902)
- 25 tháng 7: Lazar Moiseyevich Kaganovich, chính khách Xô Viết (s. 1893)
- 29 tháng 7: Christian de Castries, sĩ quan chỉ huy người Pháp bị bắt sống tại trận Điện Biên Phủ năm 1954 (s. 1902)

### Tháng 8
- 5 tháng 8: Gaston Litaize, nhà soạn nhạc Pháp, nghệ sĩ đàn ống (s. 1909)
- 5 tháng 8: Soichiro Honda, doanh nhân Nhật Bản (s. 1906)
- 8 tháng 8: Walter Zeman, cầu thủ bóng đá Áo (s. 1927)
- 8 tháng 8: Werner Holz, họa sĩ Đức (s. 1948)
- 9 tháng 8: Richard Löwenthal, nhà chính trị học Đức, nhà xuất bản (s. 1908)
- 11 tháng 8: Alfred Dompert, vận động viên điền kinh Đức (s. 1914)
- 11 tháng 8: Helmut Walcha, nghệ sĩ đàn ống (s. 1907)
- 12 tháng 8: Hans Weigel, nhà văn (s. 1908)
- 18 tháng 8: Martin Eckermann, đạo diễn phim Đức, diễn viên (s. 1931)
- 21 tháng 8: Oswald von Nell-Breuning, nhà thần học Công giáo, nhà kinh tế quốc gia, triết gia xã hội (s. 1890)
- 21 tháng 8: Wolfgang Hildesheimer, nhà văn, họa sĩ (s. 1916)
- 23 tháng 8: Wilhelm Hahnemann, cầu thủ bóng đá (s. 1914)
- 23 tháng 8: Alexandre Hay, luật sư Thụy Sĩ (s. 1919)
- 28 tháng 8 Thép Mới, nhà văn, nhà thơ Việt Nam (s. 1925)
- 30 tháng 8: Jean Tinguely, họa sĩ Thụy Sĩ, nhà điêu khắc (s. 1925)

### Tháng 9
- 1 tháng 9: Otl Aicher, nhà điêu khắc, nghệ sĩ tạo hình (s. 1922)
- 2 tháng 9: Alfonso García Robles, chính khách Mexico, Giải Nobel về hòa bình (s. 1911)
- 3 tháng 9: Frank Capra, đạo diễn phim Mỹ (s. 1897)
- 3 tháng 9: Falk Harnack, đạo diễn phim Đức (s. 1913)
- 3 tháng 9: Rolf Italiaander, nhà văn (s. 1913)
- 3 tháng 9: Daniel Prenn, vận động viên bóng bàn và quần vợt Đức (s. 1904)
- 4 tháng 9: Dottie West, nữ ca sĩ nhạc country Mỹ (s. 1932)
- 4 tháng 9: Henri de Lubac, nhà thần học, thầy tu dòng Tên (s. 1896)
- 7 tháng 9: Joe Bain, nhà kinh tế học Mỹ (s. 1912)
- 10 tháng 9: Julius Meinl III, doanh nhân Áo (s. 1903)
- 10 tháng 9: Michel Soutter, đạo diễn phim (s. 1932)
- 10 tháng 9: Jack Crawford, vận động viên quần vợt Úc (s. 1908)
- 13 tháng 9: Metin Oktay, cầu thủ bóng đá Thổ Nhĩ Kỳ (s. 1936)
- 15 tháng 9: Sulchan Zinzadse, nhà soạn nhạc (s. 1925)
- 20 tháng 9: Anton Besold, chính khách Đức (s. 1904)
- 28 tháng 9: Miles Davis, nhạc sĩ nhạc jazz Mỹ (s. 1926)
- 28 tháng 9: Eugène Bozza, nhà soạn nhạc Pháp (s. 1905)

### Tháng 10
- 2 tháng 10: Roland Gööck, nhà xuất bản Đức (s. 1923)
- 3 tháng 10: Hans Lipinsky-Gottersdorf, nhà văn Đức (s. 1920)
- 4 tháng 10: Heinrich Hellwege, chính khách Đức (s. 1908)
- 6 tháng 10: Ernst-Alfred Jauch, nhà báo (s. 1920)
- 7 tháng 10: Natalia Ginzburg, nữ tác giả văn học Ý (s. 1916)
- 9 tháng 10:
– Karl Helbig, nhà khoa học Đức, nhà dân tộc học (s. 1903)
– Ivan Frolavič Klimaŭ, chính khách Liên Xô người Belarus (s. 1903).[2]
– Roy Black, ca sĩ Đức, diễn viên (s. 1943)
- 14 tháng 10: Walter Elsasser, nhà vật lý học (s. 1904)
- 16 tháng 10: Boris Papandopulo, nhà soạn nhạc Croatia, nhạc trưởng (s. 1906)
- 17 tháng 10: Charlotte Knabe, nữ chuyên viên lưu trữ Đức, nữ sử gia (s. 1907)
- 20 tháng 10: Ronald M. Schernikau, nhà văn Đức (s. 1960)
- 24 tháng 10: Gene Roddenberry, tác giả kịch bản, nhà sản xuất phim (s. 1921)
- 25 tháng 10: Albert Baldauf, chính khách Đức, nghị sĩ quốc hội liên bang (s. 1917)
- 27 tháng 10: Ernst Wimmer, chính khách, nhà báo (s. 1924)
- 30 tháng 10: Erwin Lange, chính khách Đức (s. 1914)
- 31 tháng 10: Ewald Bucher, chính khách Đức (s. 1914)

### Tháng 11
- 2 tháng 11: Heinrich Drimmel, chính khách Áo, luật gia (s. 1912)
- 3 tháng 11: Mort Shuman, nam ca sĩ Mỹ (s. 1936)
- 7 tháng 11: Günter Schmölders, nhà kinh tế học (s. 1903)
- 8 tháng 11: John Jahr senior, nhà xuất bản Đức (s. 1900)
- 10 tháng 11: Erwin Levy, nhà tâm lý học Đức (s. 1907)
- 11 tháng 11: Franziska Bilek, nữ họa sĩ biếm họa (s. 1906)
- 14 tháng 11: Tony Richardson, đạo diễn phim Anh (s. 1928)
- 17 tháng 11: Adrian Quist, vận động viên quần vợt Úc (s. 1913)
- 17 tháng 11: Maurice Banach, cầu thủ bóng đá Đức (s. 1967)
- 18 tháng 11: Gustáv Husák, chính khách Slovakia, tổng thống (s. 1913)
- 21 tháng 11: Daniel Mann, đạo diễn phim Mỹ (s. 1912)
- 23 tháng 11: Klaus Kinski, diễn viên Đức (s. 1926)
- 24 tháng 11: Eric Carr, nhạc sĩ Mỹ (s. 1950)
- 24 tháng 11: Freddie Mercury, ca sĩ nhạc rock Anh (s. 1946)
- 29 tháng 11: Ralph Bellamy, diễn viên Mỹ (s. 1904)

### Tháng 12
- 1 tháng 12: Patrick O'Callaghan, vận động viên điền kinh Ireland (s. 1905)
- 1 tháng 12: George Stigler, nhà kinh tế học Mỹ (s. 1911)
- 2 tháng 12: Ernst Achenbach, chính khách Đức (s. 1909)
- 6 tháng 12: Richard Stone, Giải Nobel, nhà kinh tế học (s. 1913)
- 9 tháng 12: Berenice Abbott, nữ nhiếp ảnh gia Mỹ (s. 1898)
- 18 tháng 12: George Abecassis, đua xe Anh (s. 1913)
- 22 tháng 12: Ernst Krenek, nhà soạn nhạc Áo (s. 1900)
- 24 tháng 12: Alfons Goppel, chính khách Đức (s. 1905)
- 25 tháng 12: Curt Bois, diễn viên Đức (s. 1901)
- 26 tháng 12: Gustav Neidlinger, nam ca sĩ Đức (s. 1910)
- 31 tháng 12: Pat Patrick, nhạc sĩ nhạc jazz Mỹ (s. 1929)

## Năm 1991 trong ngành điện ảnh
- 28 tháng 4 - Bonnie Raitt kết hôn với nam diễn viên Michael O'Keefe ở New York
- Kẻ huỷ diệt 2: Ngày phán xét trở thành một tại những tượng đài cho thể loại phim hành động khoa học viễn tưởng với hiệu ứng hình ảnh mới lạ và xuất sắc của công ty Industrial Light & Magic.
- Sony Pictures Entertainment được thành lập từ Columbia Pictures Industries. Do sự thành lập công ty mới này, Tri-Star Pictures loại bỏ dấu gạch ngang tại tên của họ và trở thành TriStar Pictures, tại khi RCA/Columbia Pictures Home Video đổi tên thành Columbia-TriStar Home Video.
- 22 tháng 11 - Walt Disney Pictures phát hành phim Người đẹp và quái thú, là bộ phim hoạt hình đầu tiên tại lịch sử điện ảnh được đề cử giải Oscar cho Phim hay nhất.

### Các bộ phim có doanh thu cao nhất
| Thứ tự | Tên phim                               | Hãng sản xuất   | Diễn viên | Đạo diễn                    | Doanh thu    |
| ------ | -------------------------------------- | --------------- | --- | --------------------------- | ------------ |
| 1.     | Kẻ huỷ diệt 2: Ngày phán xét           | Carolco/TriStar | Arnold Schwarzenegger, Linda Hamilton, Robert Patrick, Edward Furlong, và Joe Morton                                                                | James Cameron               | $519,843,345 |
| 2.     | Người đẹp và quái thú                  | Disney          | lồng tiếng bởi Paige O'Hara; Angela Lansbury, David Ogden Stiers, Robby Benson, Richard White, và Jerry Orbach                                      | Gary Trousdale và Kirk Wise | $424,967,620 |
| 3.     | Robin Hood: Prince of Thieves"         | Warner Bros.    | Kevin Costner, Mary Elizabeth Mastrantonio, Morgan Freeman, Christian Slater, và Alan Rickman                                                       | Kevin Reynolds              | $390,493,908 |
| 4.     | Hook                                   | TriStar         | Dustin Hoffman, Robin Williams, Julia Roberts, Bob Hoskins, và Maggie Smith                                                                         | Steven Spielberg            | $300,854,823 |
| 5.     | Sự im lặng của bầy cừu                 | Orion           | Jodie Foster, Anthony Hopkins, Scott Glenn, Ted Levine, Anthony Heald, và Diane Baker                                                               | Jonathan Demme              | $272,742,922 |
| 6.     | JFK                                    | Warner Bros.    | Kevin Costner, Tommy Lee Jones, Gary Oldman, Joe Pesci, Kevin Bacon, Jack Lemmon, Edward Asner, Donald Sutherland, và Sissy Spacek                  | Oliver Stone                | $205,405,498 |
| 7.     | The Addams Family                      | Paramount       | Anjelica Huston, Raúl Juliá, Christopher Lloyd, Dan Hedaya, Judith Malina, Elizabeth Wilson, và Christina Ricci                                     | Barry Sonnenfeld            | $191,502,426 |
| 8.     | Cape Fear                              | Universal       | Robert De Niro, Nick Nolte, Jessica Lange, Juliette Lewis, Joe Don Baker, Martin Balsam, Robert Mitchum, và Gregory Peck                            | Martin Scorsese             | $182,291,969 |
| 9.     | Hot Shots!                             | Fox             | Charlie Sheen, Cary Elwes, Valeria Golino, và Lloyd Bridges                                                                                         | Jim Abrahams                | $181,096,164 |
| 10.    | City Slickers                          | Columbia        | Billy Crystal, Daniel Stern, Bruno Kirby, và Jack Palance                                                                                           | Ron Underwood               | $179,033,791 |
| 11.    | Sleeping with the Enemy                | Fox             | Julia Roberts, Patrick Bergin, và Kevin Anderson | Joseph Ruben                | $174,999,005 |
| 12.    | Backdraft                              | Universal       | Kurt Russell, William Baldwin, Scott Glenn, Jennifer Jason Leigh, Rebecca De Mornay, Donald Sutherland, và Robert De Niro                           | Ron Howard                  | $152,368,585 |
| 13.    | Fried Green Tomatoes                   | Universal       | Kathy Bates, Jessica Tandy, Mary Stuart Masterson, và Mary-Louise Parker                                                                            | Jon Avnet                   | $119,418,501 |
| 14.    | Star Trek VI: The Undiscovered Country | Paramount       | William Shatner, Leonard Nimoy, DeForest Kelley, James Doohan, Walter Koenig, Nichelle Nichols, Kim Cattrall, và Christopher Plummer                | Nicholas Meyer              | $96,888,996  |
| 15.    | Point Break                            | Fox             | Patrick Swayze, Keanu Reeves, Gary Busey, Lori Petty, John C. McGinley, và James LeGros                                                             | Kathryn Bigelow             | $83,531,958  |
| 16.    | Dying Young                            | Fox             | Julia Roberts, Campbell Scott, Vincent D'Onofrio, Colleen Dewhurst, và David Selby                                                                  | Joel Schumacher             | $82,264,675  |
| 17.    | The Hard Way                           | Universal       | Michael J. Fox và James Woods | John Badham                 | $65,595,485  |
| 18.    | King Ralph                             | Universal       | John Goodman và Peter O'Toole | David S. Ward               | $52,487,045  |
| 19.    | Jungle Fever                           | Universal       | Wesley Snipes, Annabella Sciorra Spike Lee, Ossie Davis, Ruby Dee, Samuel L. Jackson, Lonette McKee, John Turturro, Frank Vincent, và Anthony Quinn | Spike Lee                   | $43,882,682  |
| 20.    | Grand Canyon                           | Fox             | Danny Glover, Steve Martin, Kevin Kline, Mary McDonnell, Mary-Louise Parker, and Alfre Woodard                                                      | Lawrence Kasdan             | $40,991,329  |

Số liệu doanh thu phòng vé của Box Office Mojo.

## Giải thưởng Nobel
- Hóa học - Richard R. Ernst.
- Văn học - Nadine Gordimer.
- Hòa bình - Aung San Suu Kyi.
- Vật lý - Pierre-Gilles de Gennes.
- Y học - Erwin Neher, Bert Sakmann.
- Kinh tế - Ronald Coase.